# CBterm
CBterm/C64, communément appelé CBterm, est un émulateur de terminal pour le Commodore 64, créé par Christopher "Chrisdos" Dunn.
CBterm porte une date de copyright de 1985; la version 5.0 du logiciel a été publiée au début de 1987 et est entièrement codée en langage assembleur. Il dispose d'un affichage de 40 et 80 colonnes, de transferts de fichier XMODEM, de la conversion ASCII / PETSCII, affichage direct des graphiques RLE, et de prise en charge d'une variété de modems modems autodialling,. La prise en charge du protocole Punter et de l'émulation de terminal VIDTEX et VT52 est possible au moyen de superpositions,,. Le logiciel est librement redistribuable pour une utilisation non commerciale.
CBterm 5.0 a reçu un accueil favorable dans Run, avec la chroniqueuse Loren Lovhaug qui a loué sa rapidité, sa personnalisation et sa compatibilité avec CompuServe. Certaines critiques ont été émises concernant le manque de support natif pour Punter et pour les débits en bauds autres que 300 et 1200.